# Полунин, Сергей Владимирович
Серге́й Влади́мирович Полу́нин (род. 20 ноября 1989, Херсон) — российский артист балета. Премьер Королевского балета в Лондоне (2007—2012, в сезоне 2012—2013 года — приглашённый солист). Покинув Великобританию, работал в труппах под руководством Игоря Зеленского: премьер Московского музыкального театра им. Станиславского и Немировича-Данченко (2012—2016), приглашённый солист Новосибирского государственного академического театра оперы и балета (2012—2016), приглашённый солист Баварского государственного балета (2016—2019).
С 5 декабря 2019 года до декабря 2024 — директор пока не существующего Театра оперы и балета Севастополя (с офисом в Москве). Исполняющий обязанности ректора Академии хореографии Севастополя (12 августа 2019 — 22 августа 2024). Лауреат премии Президента Российской Федерации для молодых деятелей культуры (2023).

## Биография
Родился 20 ноября 1989 года в Херсоне (УССР), в семье Галины и Владимира Полуниных. В четыре года начал заниматься гимнастикой в спортивной школе под руководством Н. А. Сикновенко, а затем А. Н. Ярушева.
Поставив себе цель получить олимпийскую медаль, с четырёх лет проводил в зале по шесть часов. В восемь лет перешёл из гимнастики в херсонскую танцевальную школу «Ювента» к педагогу Г. И. Шабаршиной. Через год в девять лет поступил в Киевское хореографическое училище, где его педагогами были Э. Б. Костюков, Т. М. Мартыненко и Н. Д. Прядченко. Мать уехала с ним и работала костюмером при театре, чтобы быть рядом с сыном, а отец вынужден был трудиться на стройке в Португалии, чтобы обеспечить жену и сына всем необходимым. В дальнейшем к заработкам в Европе присоединились и бабушка с мамой.
В 2002 году стал призёром Международного конкурса артистов балета и хореографов имени Сержа Лифаря.
В 2003 году, в возрасте тринадцати лет, при поддержке фонда Рудольфа Нуреева, переехал в Лондон, чтобы учиться в Школе Королевского балета. В 2006 году участвовал в конкурсе «Приз Лозанны», став его финалистом. По окончании обучения в 17 лет был принят в труппу лондонского Королевского балета. Два года спустя, в 19 лет, стал самым молодым премьером в истории труппы.
В период работы Полунина в Лондонском Королевском балете в британских СМИ стали появляться сообщения о безудержных вечеринках, продолжавшихся ночи подряд, об отдыхе в лондонских клубах; употреблении кокаина, депрессии и даже о попытках членовредительства. Сам Полунин щеголял скандальной популярностью, покрыл своё тело татуировками, в том числе изображением своего кумира — умершего молодым голливудского актёра Джеймса Дина. Полунин утверждал, что не раз выходил на сцену под воздействием кокаина, а однажды даже опубликовал у себя в «Твиттере» клич: «Кто-нибудь продаёт героин? Хочу поднять настроение». За Полуниным закрепилось прозвище «enfant terrible» («ужасный ребёнок») и «bad boy» («плохой парень, хулиган») балета. В январе 2012 года Полунин неожиданно покинул Королевский балет и Лондон. Он заявил, что «из-за слишком жёсткой атмосферы в театре художник в нём умирает». По его словам: «Я хотел в Америку, создавать мюзиклы, фильмы, поэтому я ушёл из Королевского балета». Тем не менее он был удивлён, когда в ответ на его заявления о готовности заняться кинематографом не было предложений. К тому времени его уже несколько лет звали в Американский театр балета, но за три месяца газеты раздули такой скандал вокруг его имени, что театр просто не пожелал иметь с ним дела. Его не пригласили ни в один европейский театр.
Полунин уехал в Россию, где летом 2012 года по приглашению художественного руководителя балетных трупп двух российских театров Игоря Зеленского стал премьером Московского музыкального театра имени Станиславского и Немировича-Данченко и одновременно — постоянным приглашённым солистом Новосибирского театра оперы и балета.
В 2014 году начал сотрудничество с американским фотографом и музыкальным директором Дэвидом Лашапелем и принял участие в его новых проектах, в том числе танцевальном видео на песню Хозиера «Take Me to Church» в феврале 2015 года. Видео стало вирусным и раскрыло Полунина для широкой аудитории. Он стал героем документального фильма «Танцовщик», снятого Стивеном Кантором в 2016 году, в котором анализируется детство Сергея, его обучение и восхождение к международной известности.
Параллельно стал сниматься в кино. Принял участие в таких фильмах, как «Убийство в Восточном Экспрессе», «Красный воробей», «Щелкунчик и четыре королевства», «Нуреев. Белый ворон». Сыграл главную мужскую в роль в фильме «Обыкновенная страсть» французского режиссёра Даниэль Арбид.
В 2016 году по приглашению Игоря Зеленского стал приглашённым солистом Баварского государственного балета (Мюнхен).
В 2017 году получил сербское гражданство, вместе с другими актёрами и спортсменами.
В 2018 году участвовал в рекламной кампании модного дома Balmain.
С 12 августа 2019 по 22 августа 2024 года — исполняющий обязанности ректора Академии хореографии Севастополя. Полунин отмечал, что на время исполнения обязанностей ректора будет приезжать в Севастополь, но постоянно там жить не планирует. 24 декабря 2019 года была открыта Академия хореографии в Севастополе, занятия начались в здании спортивного комплекса «Муссон», где академия арендует зал и класс. В первый набор вошли 30 детей дошкольного возраста из Севастополя и Симферополя — 25 девочек и 5 мальчиков. Основная часть воспитанников поступили в учреждение на бюджет, десять детей — благодаря поддержке благотворительного фонда, основанного Полуниным. Начали работать трое преподавателей — все приезжие с образованием Вагановской академии (Санкт-Петербург). Ведётся строительство комплекса на мысе Хрустальном, где будет располагаться Академия хореографии, в составе культурного кластера, который включит в себя также оперный театр и современные музейные комплексы. Уступил должность Марии Александровой, став её советником.
С 2020 по декабрь 2024 года также являлся директором Севастопольского театра оперы и балета, у которого пока отсутствует здание и труппа, а администрация нового театра размещается не в Севастополе, а в Москве. На посту директора театра в декабре 2024 года его сменила Анна Касаткина, работавшая ранее в Мариинском театре.
В середине декабря опубликовал сообщение в своём Инстаграм-аккаунте, что его время в России истекло, и он уезжает из страны из-за безденежья.

## Взгляды
В августе 2018 года выступил на фестивале «Опера в Херсонесе», который проходил в Крыму. В конце ноября 2018 году он был внесён в украинскую базу сайта «Миротворец» наряду с другими «пособниками сепаратистов и агентами Кремля».
30 ноября 2018 года объявил о принятии российского гражданства и своей поддержке деятельности президента России Владимира Путина. Уже имея на теле множество шрамов и татуировок (в том числе коловрат и украинский трезубец), в феврале 2019 года в интервью корреспонденту агентства Франс пресс в Москве он продемонстрировал татуировку с портретом Путина в центре груди.

В январе 2019 года должен был танцевать «Лебединое озеро» в Парижской национальной опере, однако после серии негативных высказываний в своём Инстаграме на темы гомосексуальности и гендерных ролей, перевод и публикация которых театральным критиком в балетном журнале вызвали в Европе скандал, руководитель труппы Орели Дюпон отказалась от сотрудничества с танцовщиком, сославшись на то, что его взгляды «противоречат ценностям театра». 
«Я никогда не был против гомосексуалов. Половина людей, на которых я подписан в Инстаграме — гомосексуалы. Я дружу со многими из них», — и далее заявил: «У меня тоже есть женские черты, но моя мужская энергетика преобладает» — в интервью газете Die Welt в феврале 2019 года на обвинение его в гомофобии. 
Основательница посвящённого балету издания Ballett-Journal Гизела Зонненбург считает, что «действия Полунина — банальный пиар-ход. Он знает, что такими примитивными оскорблениями настроит многих против себя и окажется в центре урагана, где чувствует себя комфортно. Потому что там он совсем один такой».

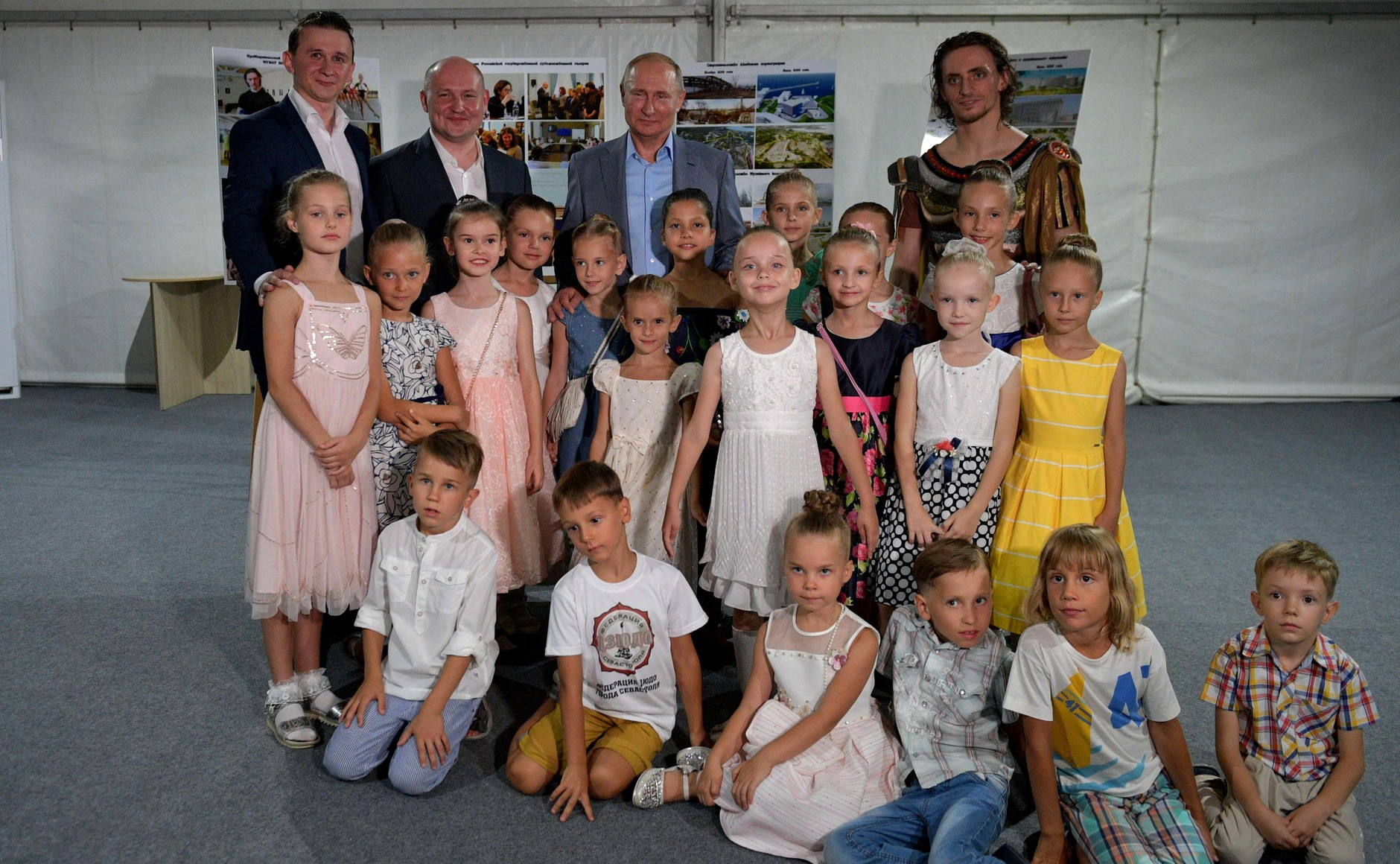
С президентом России Владимиром Путиным и будущими учащимися Академии хореографии Севастополя, 13 августа 2019 года

В конце сентября 2022 года выступал в Ташкенте с номером, воспевающим участников войны против Украины. Случившееся вызвало возмущение ряда официальных лиц Узбекистана.
В октябре обвинил МИД России в том, что те из-за жалобы Узбекистана не позволили ему выступить с номером на концерте на Красной площади в Москве по случаю аннексии оккупированных территорий Украины. «Ребята, я же вас защищал», — эмоционально обратился артист к российским чиновникам, обвинив их в том, что они «прогнулись».
На президентских выборах 2024 года стал доверенным лицом Владимира Путина.

## Личная жизнь
16 января 2020 года в Майами у Полунина и фигуристки Елены Ильиных родился сын Мир.
В 2022 у пары родился сын Дар. В феврале 2024 года родился их третий сын, которого назвали Эра.
В августе 2024 года стало известно о бракосочетании пары.
Сергей Полунин имеет на теле множество шрамов и татуировок, что часто вызывает вопросы. В числе его татуировок — коловрат, украинский трезубец на руке, а также герб России. В феврале 2019 года во время интервью в Москве он показал корреспонденту агентства Франс пресс татуировку с портретом Путина в центре груди. Известно что впоследствии Полунин сделал себе на груди ещё две татуировки с портретом Путина.

## Санкции
В марте 2022 года Латвия запретила Полунину въезд в связи с его поддержкой вторжения России на Украину.
За оправдание войны России против Украины находится под санкциями Совета национальной безопасности и обороны Украины от 18 апреля 2025 года «О применении персональных специальных экономических и других ограничительных мер».

## Репертуар

#### Королевский балет
- кавалер де Грие, «Манон» в постановке Кеннета Макмиллана, музыка Массне.
- граф Альберт, «Жизель» А. Адана.
- Солор, «Баядерка» Л. Минкуса в постановке Наталии Макаровой.
- Щелкунчик-принц, «Щелкунчик» П. И. Чайковского.
- Принц Дезире, «Спящая красавица» П. И. Чайковского.
- Арман, «Маргарита и Арман» в постановке Фредерика Аштона, музыка Ференца Листа.
- Аминта, «Сильвия» в постановке Фредерика Аштона.
- Принц, «Золушка» С. С. Прокофьева.
- солист, «Рапсодия» Фредерика Аштона, музыка Сергея Рахманинова.
- Волк, «Петя и волк» С. С. Прокофьева.
- 2011 — Червонный Валет*, «Алиса в стране чудес» в постановке Кристофера Уилдона.

#### Московский музыкальный театр
- Франц**, «Коппелия», музыка Лео Делиба, хореография Ролана Пети. (Сванильда — Кристина Шапран)
- Щелкунчик-принц, «Щелкунчик» П. И. Чайковского, хореография Василия Вайнонена.
- Базиль, «Дон Кихот» Л. Минкуса, хореография Александра Горского в редакции Алексея Чичинадзе.
- граф Альберт, «Жизель» А. Адана.
- Принц Зигфрид, «Лебединое озеро» П. И. Чайковского в постановке Владимира Бурмейстера.
- 22 марта 2013 — Рудольф**, «Майерлинг» Кеннета Макмиллана, музыка Ференца Листа.
- 2013 — Солор**, «Баядерка» Л. Минкуса в постановке Наталии Макаровой.
- 2015 — «Другие танцы»: солист**, музыка Фридерика Шопена, хореография Джерома Роббинса.
- 2015 — «Балеты Фредерика Аштона»: солист**, «Рапсодия», музыка Сергея Рахманинова; Арман, «Маргарита и Арман», музыка Ференца Листа.

#### Новосибирский театр
- 13 октября 2012 — Солор, «Баядерка» Л. Минкуса.
- 30 ноября 2012 — Али, «Корсар» А. Адана, хореография Мариуса Петипа и Петра Гусева в редакции Хомякова и Игоря Зеленского.
- 20 января 2013 — граф Альберт, «Жизель» А. Адана, постановка Сергея Вихарева.
- 1 июля 2013 — Базиль, «Дон Кихот» Л. Минкуса.
- 9 октября 2013 — Люсьен**, гран-па из балета «Пахита». Хореография Мариуса Петипа, постановка Игоря Зеленского и Яны Серебряковой.
- 25 декабря 2013 — Щелкунчик-принц, «Щелкунчик» П. И. Чайковского. Хореография Василия Вайнонена, постановка Игоря Зеленского.
- 17 октября 2014 — Спартак, «Спартак» А. И. Хачатуряна, хореография Юрия Григоровича.
- 26 октября 2014 — Принц Зигфрид, «Лебединое озеро» П. И. Чайковского.

#### Баварский балет
- 23 сентября 2016 — граф Альберт, «Жизель» А. Адана.
- 16 октября 2016 — Солор, «Баядерка» Л. Минкуса.
- 22 декабря 2016 — Красс** в балете «Спартак» А. И. Хачатуряна, хореография Юрия Григоровича.
- 2017 — Петруччо в балете «Укрощение строптивой», хореография Джона Крэнко, музыка Доменико Скарлатти.
- 2018 — Жан де Бриен в балете «Раймонда» А. К. Глазунова.
- 25 марта 2019 — Спартак, «Спартак» А. И. Хачатуряна, хореография Юрия Григоровича.
- 26 октября 2019 — Франц, «Коппелия», музыка Лео Делиба, хореография Ролана Пети.

#### Участие в проектах

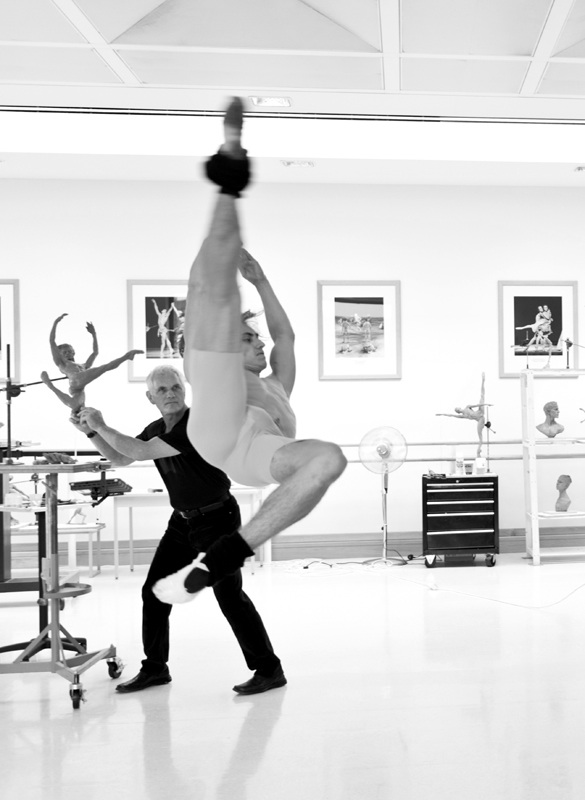
Сергей Полунин в мастерской скульптора Ричарда Макдональда, 2011 год

- Надсмотрщик рабынь (сцена «Ганнибал») и Пастух (сцена «Немой») в мюзикле «Призрак оперы» Эндрю Ллойда Уэббера.
- Джеймс Дин и Фавн для проекта Men in motion[42].
- «Большой балет» на телеканале «Культура». Исполнял номера «Нарцисс» Касьяна Голейзовского, «Буржуа» Бена ван Каувенберга, дуэт «100 градусов по Цельсию» Эмиля Фаски, дуэт из балета «Маргарита и Арман» Фредерика Аштона, вариации Франца из «Коппелии» и Актеона из па-де-де Дианы и Актеона в хореографии Агриппины Вагановой[43].
- 8 октября 2013 года — Фавн, «Пробуждение Фавна» (сольный номер, поставленный для концерта «Богемное настроение», Москва. Хореография Сергея Полунина и Алексея Любимова[44].
- Take Me To Church — видеопроект фотографа David LaChapelle с песней Hozier[13].
- There must be more to life than this — видеопроект фотографа David LaChapelle с песней Queen.
- Silent echo. Хореография Рассела Малифанта. Проект балерины Натальи Осиповой.
- Run Mary run. Хореография Артура Пита. Проект балерины Натальи Осиповой.
- Икар. Ночь перед полётом. Хореография Владимира Васильева.
- Эхо и Нарцисс. Хореография С. В. Полунина.
- Solo. Хореография Андрея Кайдановского. Стихи Александра Галича.
- 5 декабря 2017 — «Героический этюд», «Мечты» (из «Скрябинианы»). Хореография Касьяна Голейзовского.
- 5 декабря 2017 — Satori. Хореография С. В. Полунина.
- 2018 — Hunger. Мини-фильм John Rankin. Музыка «Tempo» Husky Loops.
- 2018 — Аwakening. Рекламное видео к открытию Национального Музея в Белграде. Музыка Isidora Žebeljan.
- 2018 — Аve Maria. Хореография Kristiаn Cellini. Вокал — Аndrea Bocelli и Аида Гарифуллина.
- 2018 — Movement. Видеоклип песни Hozier. Хореография С. В. Полунина.
- 2018 — «Sacré». Хореография Yuka Oishi. Музыка И. Стравинского «Весна священная».
- 10 декабря 2018 — Fraudulent smile. Хореография Ross Freddy Ray. Музыка «Kroke».
- 4 февраля 2019 — Fuoco nel vento. Хореография С. В. Полунина. Песня Адриано Челентано.
- 23 мая 2019 — «Распутин». Хореография Yuka Oishi. Музыка Кирилла Рихтера.
- 26 августа 2019 — Ромео, «Ромео и Джульетта» С. С. Прокофьева. Хореография Йохана Кобборга. Джульетта — Алина Кожокару.
- 2019 — «Стану ли я счастливей». Видеоклип Максима Фадеева. Хореография Yuka Oishi.
- 7 сентября 2019 — «Лунная соната». Хореография Yuka Oishi. Музыка Людвига ван Бетховена.
- 7 сентября 2019 — «Прелюдия». Хореография Yuka Oishi. Музыка Фридерика Шопена.
- 10 ноября 2019 — «Дубровский». Хореография Йохана Кобборга. Музыка Александры Пахмутовой.
- 30 ноября 2019 — «Nutcracker Fantasy». Выступление на концерте Максима Мрвица. Хореография Йохана Кобборга. Музыка П. И. Чайковского «Щелкунчик», аранж. John Lenehan.
- 9 декабря 2019 — «Живой». Соло под песню Николая Носкова. Хореография Yuka Oishi.
- 29 декабря 2019 — Дровосек. «Красная шапочка». Хореография Ross Freddy Ray. Музыка Кирилла Рихтера.
- 31 декабря 2019 — «За ней». Видеоклип Витаса для новогоднего концерта на Первом канале.
- 21 октября 2020 — «Копьё Марса». Хореография Джейд Хейл-Кристофи. Композитор Кирилл Рихтер.
- 12 апреля 2021 — «Болеро». Хореография Ross Freddy Ray. Музыка Мориса Равеля. Выступление на Байконуре в честь 60-летия полёта в космос Юрия Гагарина.
- 25 мая 2021 — «In Your Room». Видеопроект Anton Corbijn с песней Depeche Mode. Хореография Ross Freddy Ray.
- 21 августа 2021 — «Песня Сольвейг». Музыка Эдварда Грига. Вокал — Надежда Павлова.
- 1 сентября 2021 — «Dante Metànoia». Балет по «Божественной комедии» Данте Алигьери. «Inferno». Хореограф Росс Фредди Рэй. Композитор Мирослав Бако. «Purgatorio». Хореограф Сергей Полунин. Композитор Грегори Реверт. «Paradiso». Хореограф Иржи Бубеничек. Композитор Кирилл Рихтер.
- 16 сентября 2021 — «The Road to Eternity». Видеопроект Bogdan Daragiu. Музыка Miroslav Bako.
- 28 июля 2022 — «Встанем». Хореография Сергея Полунина. Песня SHAMAN.
- 3 октября 2022 — «Немного тишины». Проект Константина Хабенского в память об Олеге Ефремове. В МХТ имени А. П. Чехова. Хореография Сергея Полунина. Пианист Андрей Коробейников. Режиссёр Николай Скорик.
- 22 марта 2023 — Мастер, Иешуа. «Мастер и Маргарита». Балет по роману Михаила Булгакова. Хореограф Сергей Полунин. Музыка Эдуарда Артемьева. Песни группы «Пикник», группы «Агата Кристи», группы «Гражданская оборона», Александра Малинина.
- 29 ноября 2024 — «Баллада о борьбе». Хореография Сергея Полунина. Песня Владимира Высоцкого.

(*) — первый исполнитель партии.
(**) — первый исполнитель при постановке в данном театре.

## Фильмография
- 2012 — Can I make the music fly?, режиссёр Брюс Вебер, при участии модного дома Christian Dior.
- 2016 — «Танцовщик» (Dancer), документальный фильм режиссёра Стивена Кантора.
- 2017 — Убийство в «Восточном экспрессе» / Murder on the Orient Express, режиссёр Кеннет Брана.
- 2018 — Красный воробей / Red Sparrow, режиссёр Френсис Лоуренс.
- 2018 — Щелкунчик и четыре королевства /The Nutcracker and the Four Realms, режиссёры Лассе Халльстрём, Джо Джонстон.
- 2018 — Нуреев. Белый ворон / The White Crow, режиссёр Рэйф Файнс
- 2020 — Обыкновенная страсть / Passion simple, режиссёр Даниэла Арбид

## Награды и премии
- 2001 — призёр танцевального конкурса в «Артеке».
- 2002 — призёр конкурса «Юность балета».
- 2002 — призёр Международного конкурса артистов балета имени Сержа Лифаря, Киев.
- 2006 — стипендия и приз зрительских симпатий балетного конкурса «Приз Лозанны», Швейцария.
- 2006 — победитель балетного конкурса Youth America Grand Prix, Нью-Йорк.
- 2006 — Золотая медаль Международного конкурса артистов балета имени Сержа Лифаря, Киев.
- 2007 — звание «Молодой танцовщик года» (Великобритания).
- 2010 — Национальная премия британского сообщества критиков (Critics' Circle National Dance Awards) в номинации «Самый перспективный танцовщик».
- 2011 — Национальная премия британского сообщества критиков (Critics' Circle National Dance Awards) в номинации «Лучший классический танцовщик».
- 2012 — победитель конкурса «Большой балет» на телеканале «Культура» в номинации «Лучший танцовщик».
- 2013 — номинант премии «Золотая маска» (БАЛЕТ-СОВРЕМЕННЫЙ ТАНЕЦ/МУЖСКАЯ РОЛЬ — Рудольф — «Майерлинг»)
- 2014 — приз журнала «Балет» «Душа танца» в номинации «Звезда».
- 2023 — Премия Президента Российской Федерации для молодых деятелей культуры (21 марта 2023 года) — за вклад в развитие и популяризацию отечественного хореографического искусства[45].
- 2024 — премия в области исполнительных искусств «Арт-платформа» в номинации «Мультимедиа» (спектакль «Мастер и Маргарита»)